# Maestral
Maestrál je v Jadranu prijeten, priobalni, dnevni termični veter, ki piha z morja proti kopnemu, ker se kopno podnevi segreva hitreje kot morje. V Slovenski Istri piha iz smeri zahod-severozahod (WNW), po večjem delu Jadrana iz severozahoda (NW), na skrajno južnem Jadranu pa celo iz zahoda (W). Pihati začne po 10. uri, okrog 14. ure doseže največjo moč okrog 4 Bf in poneha pred zahodom sonca. 